# Fédération des organismes de radio et de télévision des autonomies
 (avril 2025).
Si vous disposez d'ouvrages ou d'articles de référence ou si vous connaissez des sites web de qualité traitant du thème abordé ici, merci de compléter l'article en donnant les références utiles à sa vérifiabilité et en les liant à la section « Notes et références ».
La Fédération des organismes de radio et de télévision des autonomies (en espagnol : Federación de Organismos de Radio y Televisión Autonómicos ; en abrégé FORTA), fondée le 5 avril 1989, est une association de douze entreprises régionales publiques de radio et de télévision, opérant dans les différentes communautés autonomes d'Espagne. Au niveau de son fonctionnement, on pourrait donc le comparer à l'ARD.
Toutes les entreprises régionales publiques du pays y sont affiliées, à l'exception de la Corporación Extremeña de Medios Audiovisuales (Estrémadure), de la Radio Televisión de Ceuta (Ceuta) et de l'Información Municipal de Melilla (Melilla).
Sur les 17 communautés autonomes d'Espagne, quatre d'entre elles ne disposent pas d'entreprise publique de radio et de télévision : la Cantabrie, la Castille-et-León, La Rioja et la Navarre, qui disposent néanmoins de chaînes de télévision régionales, mais privées.

## Entreprises affiliées à la FORTA
| Communauté Autonome      | Entreprise de radio et de television              | Sigles  | Membres                                                                | Fondation |
| ------------------------ | ------------------------------------------------- | ------- | ---------------------------------------------------------------------- | --------- |
| Pays basque              | Euskal Irrati Telebista                           | EITB    | Euskal Irratia Euskal Telebista                                        | 1982      |
| Catalogne                | Corporació Catalana de Mitjans Audiovisuals       | CCMA    | Catalunya Ràdio Televisió de Catalunya                                 | 1983      |
| Galice                   | Compañía de Radio-Televisión de Galicia           | CRTVG   | Radio Galega Televisión de Galicia                                     | 1984      |
| Communauté valencienne   | Office valencien des moyens de communication      | CVMC    | À Punt À Punt Ràdio                                                    | 2016      |
| Andalousie               | Radio y Televisión de Andalucía                   | RTVA    | Canal Sur Radio Canal Sur Televisión                                   | 1988      |
| Communauté de Madrid     | Ente Público Radio Televisión Madrid              | EPRTVM  | Onda Madrid Telemadrid                                                 | 1989      |
| Canaries                 | Radio Televisión Canaria                          | RTVC    | Canarias Radio Televisión Canaria                                      | 1999      |
| Castille-La Manche       | Radiotelevisión de Castilla-La Mancha             | RTVCM   | Radio Castilla-La Mancha Castilla-La Mancha Televisión                 | 2000      |
| Îles Baléares            | Ens Públic de Radiotelevisió de les Illes Balears | EPRTVIB | IB3 Ràdio IB3 Televisió                                                | 2005      |
| Aragon                   | Corporación Aragonesa de Radio y Televisión       | CARTV   | Aragón Radio Aragón Televisión                                         | 2005      |
| Principauté des Asturies | Radiotelevisión del Principado de Asturias        | RTPA    | Radio del Principado de Asturias Televisión del Principado de Asturias | 2005      |
| Murcie                   | Radiotelevisión de la Región de Murcia            | RTRM    | Onda Regional de Murcia 7 Región de Murcia                             | 2006      |